# FM Андромеды
FM Андромеды (лат. FM Andromedae) — одиночная переменная звезда в созвездии Андромеды на расстоянии (вычисленном из значения параллакса) приблизительно 17507 световых лет (около 5368 парсеков) от Солнца. Видимая звёздная величина звезды — от +14,3m до +13,45m.

## Характеристики
FM Андромеды — жёлто-белая пульсирующая переменная звезда типа RR Лиры (RRAB) спектрального класса F. Эффективная температура — около 6308 K.